# Schönwalde-Glien
Schönwalde-Glien é um município da Alemanha, situado no distrito de Havelland, no estado de Brandemburgo. Tem 96,56 km² de área, e sua população em 2019 foi estimada em 9.864 habitantes.